# Schroefpomp

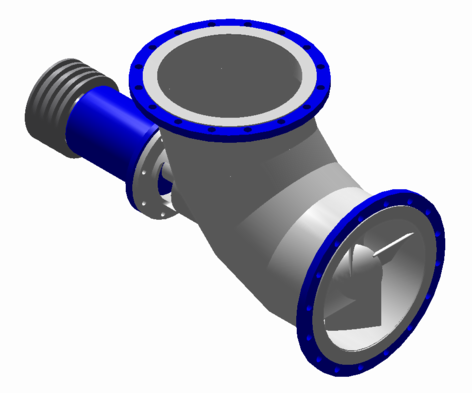
Schroefpomp

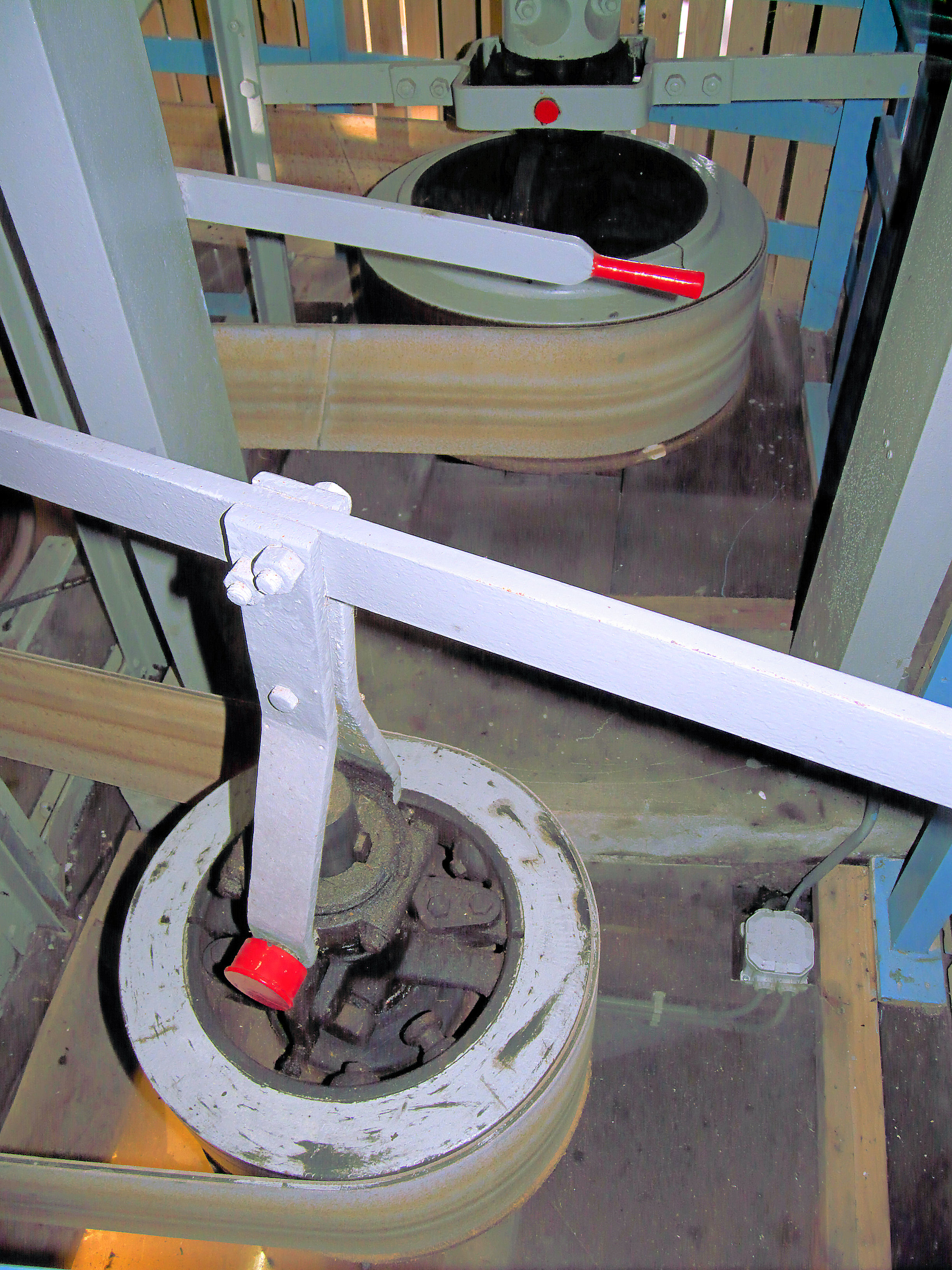
Schroefpompen van de Poldermolen Waardenburg

Een schroefpomp is een pomp voor het verpompen van vloeistoffen. Een schroefpomp bestaat uit een buis waarin een schroef draait die eruitziet als een scheepsschroef. Door het ontstane drukverschil komt de vloeistof in beweging. Meestal is de schroefas verticaal opgesteld en maakt de buis een bocht van 90 graden. De schroefas steekt dan in de bocht in een afdichting door de buis heen. Op deze manier kan de schroef door een boven of naast de pomp geplaatste motor worden aangedreven. Schroefpompen hebben een geringe opvoerhoogte en vragen veel kracht.